# MLB All-Star Game 1959 (pierwszy mecz)
MLB All-Star Game 1959 – 26. Mecz Gwiazd ligi MLB, który rozegrano 7 lipca 1959 roku na stadionie Forbes Field w Pittsburghu. Mecz zakończył się zwycięstwem National League All-Stars 5–4. Spotkanie obejrzało 35 277 widzów. 
W 1959 władze ligi ogłosiły, iż w jednym sezonie odbędą się dwa Mecze Gwiazd; powodem tej decyzji było podniesienie płac zawodnikom do nich powołanych, wsparcie juniorskich lig baseballowych oraz wsparcie zawodników, którzy grali przed wprowadzeniem tzw. pension fund (jeśli zawodnik rozegrał przynajmniej 5 sezonów w MLB, po zakończeniu kariery otrzymywał stałe wynagrodzenie emerytalne) w 1947.

## Wyjściowe składy
| American League | American League  | American League | American League | National League | National League | National League | National League |
| #               | Zawodnik         | Klub            | Pozycja         | #               | Zawodnik        | Klub            | Pozycja         |
| --------------- | ---------------- | --------------- | --------------- | --------------- | --------------- | --------------- | --------------- |
| 1               | Minnie Miñoso    | Indians         | LF              | 1               | Johnny Temple   | Reds            | 2B              |
| 2               | Nellie Fox       | White Sox       | 2B              | 2               | Eddie Mathews   | Braves          | 3B              |
| 3               | Al Kaline        | Tigers          | CF              | 3               | Hank Aaron      | Braves          | RF              |
| 4               | Bill Skowron     | Yankees         | 1B              | 4               | Willie Mays     | Giants          | CF              |
| 5               | Rocky Colavito   | Indians         | RF              | 5               | Ernie Banks     | Cubs            | SS              |
| 6               | Gus Triandos     | Orioles         | C               | 6               | Orlando Cepeda  | Giants          | 1B              |
| 7               | Harmon Killebrew | Senators        | 3B              | 7               | Wally Moon      | Dodgers         | LF              |
| 8               | Luis Aparicio    | White Sox       | SS              | 8               | Del Crandall    | Braves          | C               |
| 9               | Early Wynn       | White Sox       | P               | 9               | Don Drysdale    | Dodgers         | P               |

| American League | 0 | 0 | 0 | 1 | 0 | 0 | 0 | 3 | 0 | 4 | 8 | 0 |
| National League | 1 | 0 | 0 | 0 | 0 | 0 | 2 | 2 | X | 5 | 9 | 1 |
| WP: Johnny Antonelli (1–0) LP: Whitey Ford (0–1) SV: Don Elston (1) Home runy: AL: Al Kaline (1) NL: Eddie Mathews (1) |   |   |   |   |   |   |   |   |   |   |   |   |

## Składy
| Miotacze - Johnny Antonelli (5) - Lew Burdette (2) - Gene Conley (3) - Don Drysdale (1) - Don Elston (1) - Roy Face (1) - Vinegar Bend Mizell (1) - Warren Spahn (11) Łapacze - Smoky Burgess (3) - Del Crandall (6) - Hal Smith (2) |  | Wewnątrzpolowi - Ernie Banks (5) - Ken Boyer (2) - Orlando Cepeda (1) - Dick Groat (1) - Eddie Mathews (6) - Bill Mazeroski (2) - Stan Musial (16) - Frank Robinson (3) - Johnny Temple (3) Zapolowi - Hank Aaron (5) - Joe Cunningham (1) - Willie Mays (6) - Wally Moon (2) - Vada Pinson (1) - Bill White (1) |  | Menadżer - Fred Haney Trenerzy - Danny Murtaugh - Eddie Sawyer |

| Miotacze - Jim Bunning (2) - Bud Daley (1) - Ryne Duren (2) - Whitey Ford (5) - Billy Pierce (6) - Hoyt Wilhelm (2) - Early Wynn (5) Łapacze - Yogi Berra (12) - Sherm Lollar (6) - Gus Triandos (3) |  | Wewnątrzpolowi - Luis Aparicio (2) - Nellie Fox (9) - Harmon Killebrew (1) - Frank Malzone (3) - Gil McDougald (5) - Vic Power (3) - Pete Runnels (1) - Roy Sievers (3) - Bill Skowron (3) Zapolowi - Rocky Colavito (1) - Al Kaline (5) - Harvey Kuenn (7) - Mickey Mantle (8) - Minnie Miñoso (6) - Ted Williams (16) |  | Menadżer - Casey Stengel Trenerzy - Harry Craft - Tony Cuccinello |

- W nawiasie podano liczbę powołań do All-Star Game.